# Stanislav Vukorep
Stanislav Vukorep (Trebinje, 1951.) hrvatski bosanskohercegovački istraživač, publicist i novinar. Podrijetlom je Čapljinac je iz Hutova.

## Životopis
Vukorep je rođen u Trebinju gdje mu je otac bio željeznički službenik. Godine 1958. obitelj se vraća u Hutovo, gdje Stanislav pohađa prvi razred osnovne škole. Srednju tehničku školu završio je u Mostaru. Budući da se amaterski bavio arheologijom, upisao je i apsolvirao studij arheologije na Filozofskom fakultetu Sveučilišta u Mostaru. Voditelj je etnografske zbirke Zavičajne kuće u Hutovu.
Od samog djetinjstva slušao je priče o željeznici i oduvijek bio uz nju vezan. Godinama je obilazio arhive i u Hrvatskoj i Crnoj Gori, naporno i ustrajno kompilirao podatke. Pješice je prošao oko 370 kilometara trase pruge od Gabele u dolini Neretve, preko Hutova, Ravnoga uz Popovsko polje i dalje preko Huma i Glavske u Bosni i Hercegovini, pa do Zelenike u Boki kotorskoj u Crnoj Gori i bilježio svjedočanstva. Objavio ih je u knjizi “Pruge koje su život značile”.  Vukorep je urednik i suosnivač lista Društva prijatelja starina “Vrutak”. Jedini je u BiH 2001. godine obilježio 100 godina željeznice Gabela – Dubrovnik.
Godine 2005. objavio je knjigu Preživjeli svjedoče. Za pisanje ove knjige prokrstario je Hrvatskom i Herceg-Bosnom. Prikupljao je podatke za projekt Državne Komisije za utvrđivanje ratnih i poratnih žrtava Drugog svjetskog rata. Preslušao je i snimio oko 200 potresnih izvješća još živućih svjedoka.
Radio za Glas Hutova. Radeći je vidio da ima još tema za obraditi. 2010-te počeo je tragati i pisati, služeći se svjedočanstvima još živih svjedoka, jer ni za školstvo ni za povijest željezničarstva nije bilo sačuvanih arhiva, pa se pisanje svelo na obilaske i propitivanja bivših učenika, učitelja, nastavnika, traganja po privatnih arhivima, svjedodžbama, fotografijama itd. Godine 2014. objavio je knjigu Povijest osnovnog školstva u općini Neum.
Do umirovljenja radio kao referent za stručno-operativne poslove Zavoda za zaštitu kulturno-povijesne baštine H-N županije. I nakon umirovljenja nastavio objavljivati knjige. Član je Hrvatske akademije za znanost i umjetnost BiH.

## Djela
- Stradanje Hrvata tijekom Drugog svjetskog rata i poraća u istočnoj Hercegovini (suautor s Ivicom Puljićem i Đurom Benderom), Zagreb, 2001.
- Preživjeli svjedoče, Zagreb 2005.
- Dubljani (suautor s Ivicom Puljićem), Ravno, 2006.
- Baci jednu i pro strane - anegdote i šale Hrvata iz Hercegovine, Neum 2007.
- Baci jednu i pro strane - anegdote i šale Hrvata iz Hercegovine (2. dio), Neum 2010.
- Povijest osnovnog školstva u Općini Neum, Dubrovnik, 2014.
- Pruge koje su život značile, Ravno, 2015.
- Sjahali kićeni svatovi, Neum, 2019.